# Astragalus scabrifolius
Astragalus scabrifolius är en ärtväxtart som beskrevs av Pierre Edmond Boissier. Astragalus scabrifolius ingår i släktet vedlar, och familjen ärtväxter. Inga underarter finns listade i Catalogue of Life.